# Абделлатиф Бака
Абделлати́ф Бака́ (араб. عبد اللطيف بقة‎; фр. Abdellatif Baka; род. 7 мая 1994, Эль-Эулма, Сетиф, Алжир) — алжирский легкоатлет, бегун на средние дистанции. Выступает в категории Т 13 (спортсмены с нарушением зрения). Двукратный чемпион летних Паралимпийских игр (2012, 2016) на дистанциях 800 и 1500 метров, шестикратный призёр чемпионатов мира по лёгкой атлетике (МПК). Установил два паралимпийских и один мировой рекорд.

## Спортивная карьера
Стал заниматься лёгкой атлетикой с 11 лет, выступает за клуб Аль-Ансар (араб. الأنصار‎, фр. Club d'Al Ansar). Представлял Алжир на летних Паралимпийских играх 2012 года в Лондоне, где завоевал свою первую золотую медаль в беге на 800 м, опередив чемпиона прошлой Паралимпиады - марокканца Абделлилаха Маме, пришедшего только третьим и установив паралимпийский рекорд по бегу с результатом 1 минута 53,01 секунды.
На Чемпионате мира по лёгкой атлетике (МПК) 2013 года в Лионе Бака принёс своей стране ещё две золотых медали, опередив соперников в беге на 800 и 1500 м.
На следующем чемпионате, проходившем в 2015 году в Дохе не смог защитить чемпионский титул на этих же дистанциях был только вторым, уступив первенство в беге на 800 м российскому легкоатлету  Егору Шарову , а на 1500 м своему давнему сопернику - марроканцу Абделлилаху Маме.  На  летних Паралимпийских играх в  Рио-де-Жанейро в забеге на 1500 м установил не только паралимпийский, но и мировой рекорд, завоевав золотую медаль с результатом 3 минуты 48,29 секунд. Это событие было широко освещено мировой прессой, поскольку результат Бака был на 1,7 секунды быстрее, чем показанный чемпионом  Летних Олимпийских игр 2016 года  Мэттью Сентровицем, пробежавшим эту дистанцию с результатом 3 минуты 50,00 секунды. Более того, олимпийский результат превзошли не только все три призёра Паралимпиады, но и пришедший четвёртым брат-близнец чемпиона – Фуад Бака, прошедший дистанцию за 3 минуты 49,84 секунды. На чемпионате мира 2017 года в Лондоне он выиграл забег на 1500 м с рекордным для чемпионата временем 3 минуты 52,82 секунды, вернув себе чемпионский титул, серебряная медаль досталась его брату-близнецу Фуаду Бака, уступившему чемпиону всего 0, 25 секунды. В забеге на 800 м Фуад Бака завоевал золото, установив рекорд чемпионата с результатом 1 минута 51,6 секунды, Абделлатифу досталось серебро, он уступил брату 0,09 секунды. 
В 2018 году совместно с братом Фуадом стал лауреатом Премии шейха Мохаммед ибн Рашида Аль Мактума «за креативность в спорте», ранее этой награды удостаивались такие известные алжирские спортсмены как  Хайреддин Мадуи и Тауфик Махлуфи.

## Медальный зачёт
| Медаль  | Год      | Игры        | Дисциплина    | Время   | Дата             |
| ------- | -------- | ----------- | ------------- | ------- | ---------------- |
| Золото  | 2012 год | 2012 Лондон | Бег на 800 м  | 1:53.01 | 8 сентября 2012  |
| Золото  | 2013 год | 2013 Лион   | Бег на 800 м  | 1:54.36 | 23 июля 2013     |
| Золото  | 2013 год | 2013 Лион   | Бег на 1500 м | 3:53.05 | 25 июля 2013     |
| Серебро | 2015 год | 2015 Доха   | Бег на 800 м  | 1:54.18 | 22 октября 2015  |
| Серебро | 2015 год | 2015 Доха   | Бег на 1500 м | 3:55.74 | 26 октября 2015  |
| Золото  | 2016 год | 2016 Рио    | Бег на 1500 м | 3:48.29 | 11 сентября 2016 |
| Золото  | 2017 год | 2017 Лондон | Бег на 1500 м | 3:52.82 | 19 июля 2017     |
| Серебро | 2017 год | 2017 Лондон | Бег на 800 м  | 1:51.69 | 22 июля 2017     |